# One Way System
One Way System — британская рок-группа, образовавшаяся в 1979 году в Блэкпуле, Ланкашир, Англия , исполнявшая Oi!/стрит-панк и ставшая важной частью второй волны британского панк-рока и движения UK 82. Два первых альбома группы, All Systems Go (1983) и Writing on the Wall (1983), стали в Британии инди-хитами; пять синглов группы входили в UK Indie Top 30 

## История группы
One Way System образовались в Ланкашире в 1979 году и претерпели несколько изменений, прежде чем оформился основной состав: вокалист Гевин Уайт (англ. Gavin Whyte), гитарист Дэйв Росс (англ. Dave Ross), басист Гэс Бакли (англ. Gaz Buckley) и барабанщик Том Коуч (англ. Tom Couch). «Прорыв» квартет осуществил в 1981 году, когда лейбл No Future Records включил песню «Jerusalem» в компиляцию A Country Fit for Heroes. Именно это помогло группе выпустить вскоре дебютный Stab the Judge EP на Beat the System Records.
В 1983 году, перейдя на Anagram Records, группа выпустила полноформатный дебютный альбом All Systems Go, с синглом «Give Us a Future». В том же году последовал и выпуск второго альбома The Writing on the Wall. После Visions of Angels EP (1984) группу пригласили к себе в американский тур Circle Jerks. Но незадолго до начала турне Кейт Моррис сломал шейный позвонок и гастроли были отменены. One Way System дали в США лишь два концерта, вернулись домой и объявили о распаде.
В 1994 году, после того, как Captain Oi! Records перевыпустили два альбома, а год спустя на Anagram шел сборник лучших песен группы, One Way System воссоеднились и дали несколько концертов. Бакли и Уайт решили не продолжать и были заменены — соответственно, бас-гитаристом Энди Уилкинсоном (англ. Andy Wilkinson) и вокалистом Ли Хэйвоком (англ. Lee Havok). Новый состав стал записываться (для разных лейблов) и в 1997 году провел турне в Японии.
В 1998 на GMM Records вышел CD Waiting For Zero, за которым последовал Singles Collection Cherry Red Records (2003). Позже Хэйвока заменил Юкнайдж (англ. ukNige, в прошлом — участник Pink Torpedoes (сейчас — Sick 56); который в свою очередь уступил место Джею Сьюзелу (англ. Jay Susel.

## Дискография

### Альбомы
- All Systems go (Anagram 1983) #11 UK Indie Chart[4]
- Writing On The Wall (LP, Anagram Records 1983) #6
- Waiting For Zero (CD, GMM 1999)
- Car Bombs In Babylon (CD Unreleased 2010)

### Синглы
- «Stab The Judge» (EP, Beat The System 1982)
- «Just Another Hero» (Anagram, 1982) #28
- «Jerusalem» (EP, Anagram 1982) #22
- «Cum On Feel The Noize» (EP, Anagram 1983) #11
- «This Is The Age» (EP, Anagram 1983) #21
- «Visions Of Angels» (12" EP, Anagram 1984) #39
- «Believe Yourself» (EP, Bricks 1997)
- «Leave Me Alone» (CDEP, Cleopatra Records, 1997)

### Сборники
- A Country Fit For Heroes — «Jerusalem» (No Future Records) — 1982
- All Systems Go, live in Manchester (Jettisoundz) — 1983
- The Best of One Way System (CD, Anagram Records 1995)
- Forgotten Generation (CD, Cleopatra 1996)
- Return To Breizh (live, Visionary Records 1997)
- Singles Collection (CD, Cherry Red 2003)
- Gutter Box Album Collection (LP, Cherry Red Records 2004)
- The Ugly Truth About Blackpool — «Jerusalem» (Just Say No To Government Music) — 2005